# Pseudeumastacops sinopensis
Pseudeumastacops sinopensis är en insektsart som beskrevs av Marius Descamps 1982. Pseudeumastacops sinopensis ingår i släktet Pseudeumastacops och familjen Eumastacidae. Inga underarter finns listade i Catalogue of Life.